# Henna Johansson
Henna Johansson, född 1 maj 1991 i Gällivare, är en svensk brottare. Hon tävlar för Gällivare Sportklubb.
Henna Johansson vann EM-guld i 67-kilosklassen i Belgrad i mars 2012. I finalen besegrade hon ukrainskan Alla Tjerkasova. 2009 tog hon EM-brons i 63-kilosklassen, och 2010 VM-brons i samma viktklass. Hon blev uttagen till OS 2012 i 63-kilosklassen där hon slutade på en tiondeplats. Vid olympiska sommarspelen 2016 hamnade hon igen på 10:e plats i 63-kilosklassen.
I maj 2018 tog Johansson brons i 65-kilosklassen vid EM i Kaspijsk efter att ha besegrat ungerskan Gabriella Sleisz med 5–0 i bronsmatchen. I september 2019 tog hon brons i 62-kilosklassen vid VM i Nur-Sultan efter att ha besegrat ungerskan Marianna Sastin med 4–1 i bronsmatchen.
Henna Johanssons far Håkan Johansson är brottartränare i Gällivare SK. Johansson har rötterna i Pirttijärvi.